# Bastien Poirrier
Bastien Poirrier (* 10. Mai 1988 in Belfort) ist ein französischer Skilangläufer.

## Werdegang
Poirrier gab im Februar 2005 in Schilpario sein Debüt im Alpencup, bei dem er Platz 76 im Sprint und Rang 70 über 10 km Freistil belegte. Im Januar 2007 erzielte er mit Rang zehn über 10 km Freistil in Cogne seine erste Punkteplatzierung. Im Dezember 2008 startete Poirrier in La Clusaz erstmals im Weltcup, wo er Rang 53 beim 30-km-Freistil-Massenstartrennen und als Schlussläufer Rang zwölf mit der dritten französischen Staffel erreichte. Beim Alpencup in Campra erzielte Poirrier im Februar 2010 mit Platz zwei über 15 km Freistil seine erste Podiumsplatzierung. Einen Monat darauf wurde er beim Etappenrennen in Rogla Siebter des Prologs und Sechster der abschließenden Verfolgung. Ein Jahr später wurde Poirrier am selben Ort Achter über 10 km klassisch. Kurz darauf belegte er beim Etappenrennen in der Ramsau Platz vier bei der 10-km-Freistil-Etappe und belegte nach der fünftschnellsten Laufzeit auf der abschließenden Verfolgungsetappe im Endklassement ebenfalls den vierten Rang. Im November 2012 wurde er beim Weltcup in Gällivare Achter mit der französischen Staffel. Im März 2013 erreichte Poirrier beim 30-km-Freistil-Massenstartrennen beim Alpencup am Campo Carlo Magno Rang sechs und gewann eine Woche später in Toblach über 10 km klassisch. Im Februar 2014 wurde er mit der drittschnellsten Laufzeit auf der Abschlussetappe Dritter des Etappenrennens in Campra und belegte in Oberwiesenthal über 15 km klassisch und mit der Freistilstaffel jeweils den zweiten Platz. In der Gesamtwertung des Alpencups 2013/14 wurde Poirrier Vierter. Im Januar 2015 wurde er in Oberwiesenthal über 15 km Freistil abermals Zweiter. In der Folge nahm Poirrier vornehmlich an Rennen des Marathon Cups teil. Im Februar 2015 wurde er Siebter beim Transjurassienne und Neunter beim Bieg Piastów. Im März 2015 belegte er Rang fünf beim Engadin Skimarathon. Im Januar 2016 wurde Poirrier Fünfter bei La Foulée Blanche und gewann den Dolomitenlauf. Beim Bieg Piastów im März 2016 erreichte er den fünften Platz. Anfang April 2016 wurde er Dritter beim Ugra Ski Marathon und erreichte den zweiten Platz in der Gesamtwertung des Worldloppet Cups. In der folgenden Saison kam er im Worldloppet Cup fünfmal unter die ersten Zehn, darunter Platz drei beim Tartu Maraton und erreichte damit den fünften Platz in der Gesamtwertung und in der Saison 2017/18 mit sechs Top-Zehn-Platzierungen auf den vierten Platz in der Gesamtwertung.
Nach Platz drei beim Vasaloppet China Anfang 2019, kam Poirrier dreimal unter die ersten Zehn und erreichte damit erneut den vierten Platz in der Gesamtwertung des Worldloppet Cups.

## Erfolge

### Siege bei Worldloppet-Cup-Rennen
| Nr. | Datum           | Ort   | Rennen        | Disziplin                  |
| --- | --------------- | ----- | ------------- | -------------------------- |
| 1.  | 25. Januar 2016 | Lienz | Dolomitenlauf | 42 km Freistil Massenstart |

### Siege bei Continental-Cup-Rennen
| Nr. | Datum         | Ort     | Disziplin                       | Serie    |
| --- | ------------- | ------- | ------------------------------- | -------- |
| 1.  | 16. März 2013 | Toblach | 10 km klassisch Individualstart | Alpencup |